# Buněčná linie LNCaP

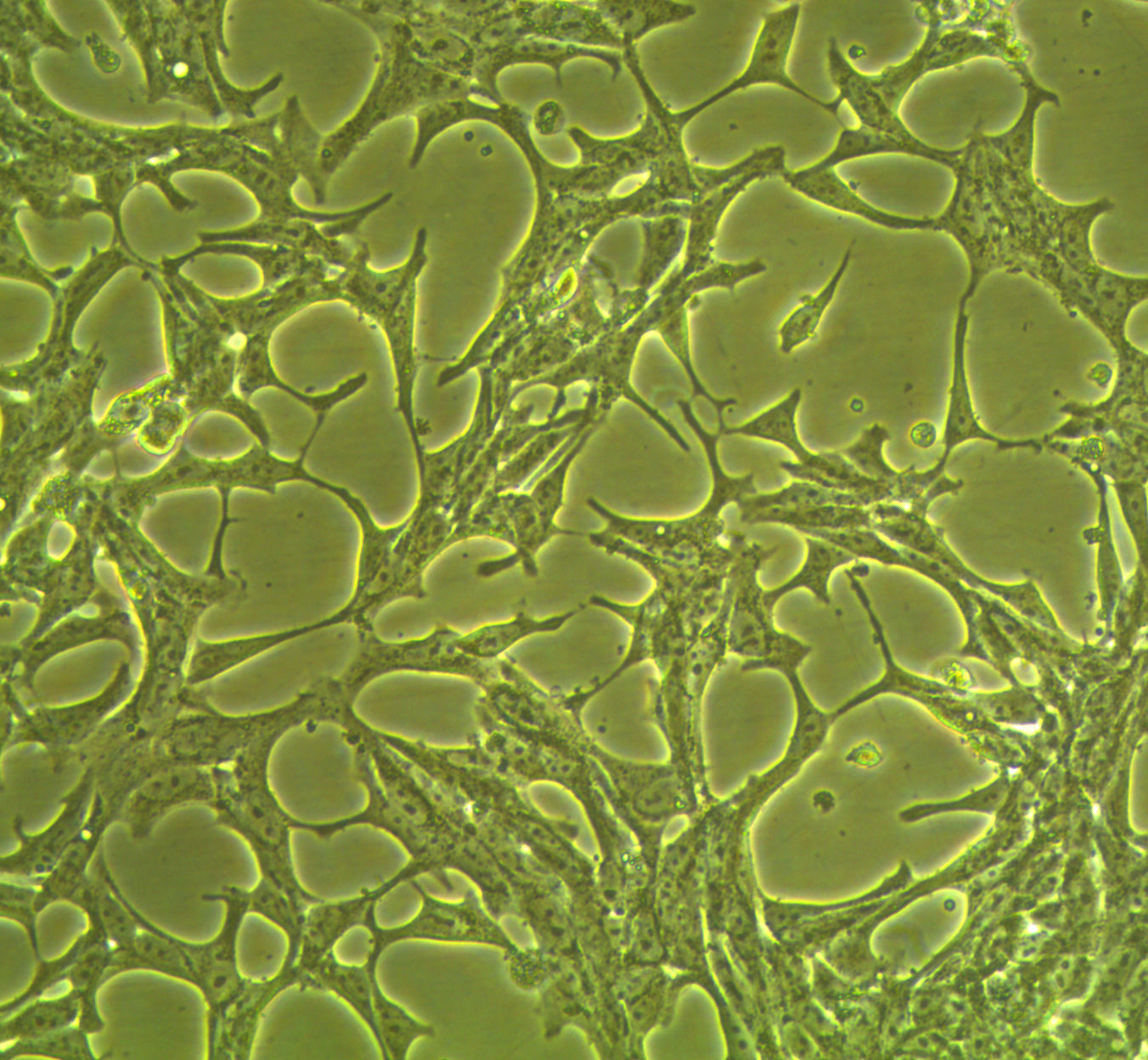
Adherentní buněčná linie LNCaP ve světelném mikroskopu. Fotografie vznikla na Ústavu organické chemie a biochemie Akademie věd České republiky, v.v.i.

Buněčná linie LNCaP je lidská rakovinná buněčná linie, odvozená z metastázy nádoru prostaty. Hlavní využití této buněčné linie je ve výzkumu rakoviny prostaty a vývoji léčiv proti tomuto onemocnění.

## Původ
Buněčná linie LNCaP (Lymph Node Carcinoma of the Prostate) byla získána roku 1977 z metastatické tkáně adenokarcinomu prostaty, konkrétně se jednalo o metastázu v supraklavikulární uzlině (pod klíční kostí). Dárcem byl padesátiletý muž, běloch s krevní skupinou B.

## Vlastnosti

### Charakteristika
Tato buněčná linie vykazuje některé typické vlastnosti maligních buněk, jako je například proliferace nezávislá na přichycení k podkladu a autokrinní stimulace růstu pomocí sekrece EGF a TGF-α. Kromě zmíněných růstových faktorů, které přes membránové receptory stimulují rychlost růstu až dvojnásobně, jsou tyto buňky citilivé také k FGF-β. Naopak méně obvyklou vlastností pro rakovinné buňky je absence mutace v genu pro tumor-supresorový protein p53.
Karyotyp buněk linie LNCaP obsahuje 33 až 91 chromosomů (modus je 76). Na rozdíl od jiných buněčných linií odvozených z rakoviny prostaty (například DU-145 a PC3) jsou LNCaP díky přítomnosti receptorů v cytosolu citlivé k androgenům a estrogenům. Zároveň si buňky linie LNCaP udržují orgánově-specifické charakteristiky, jako je v případě buněk prostaty exprese kyselé fosfatasy a prostatického specifického antigenu.

### Kultivace
Buňky linie LNCaP jsou adherentní, mohou in vitro narůst až do hustoty 8×105 buněk/cm2, generační doba je 60 až 72 hodin, podle obsahu séra v kultivačním mediu. Často dochází k vytváření shluků buněk místo souvislé monovrstvy. Pro kultivaci se používá medium RPMI-1640 s přídavkem 10 % FBS. Kultivační nádoby s LNCaP jsou uchovávány při 37 °C v inkubátoru s kontrolovanou atmosférou obsahující 5 % CO2.

## Odvozené linie a jejich využití
Z linie LNCaP byla odvozena řada dalších buněčných linií, které díky svým specifickým vlastnostem našly uplatnění ve výzkumu rakoviny prostaty, ať už se jedná o invazivitu nádoru a metastázy, nebo závislost růstu na androgenech.

### LNCaP-FCG
Pro tuto odvozenou linii je typický rychlejší růst (Fast Growing Colony, generační doba 34 až 43 hodin), ostatní charakteristiky jsou shodné s linií LNCaP.

### LNCaP-AI
Tato buněčná linie LNCaP-AI (nezávislá na androgenech, Androgen Independent) je schopna růstu na mediu se sérem, ze kterého byla řada látek vychytána pomocí aktivního uhlí. Byla odvozena z klonu LNCaP-FCG. I když méně než původní linie, jsou stále citlivé na adrogeny. Je pro ně typická vyšší hladina exprese antiapoptotického genu BCL-2 a inhibitorů cyklin dependentních kinas p21 a p16, což vede k celkově odolnějšímu fenotypu proti apoptose. Tento buněčný model byl použit pro studium ztráty citlivosti buněk rakoviny prostaty k androgenům.

### C4 a C5
Tyto buněčné linie byly odvozeny z karcinomů, které vznikly v kastrovaných myších po subkutánní aplikaci směsi buněk LNCaP a lidských kostních fibroblastů. Linii LNCaP se tyto buněčné linie podobají svým karyotypem i tím, že exprimují prostatický specifický antigen (avšak v 5 až 10krát vyšších koncentracích). Oproti LNCaP vykazují také rychlejší růst.

### C4-2
Tato buněčná linie je druhou generací linie C4, vznikla z tumoru v kastrované myši po aplikaci buněk C4 a lidských kostních fibroblastů. Oproti linii LNCaP je snížena exprese adrogenového receptoru, díky čemuž in vitro není pozorována stimulace androgeny.

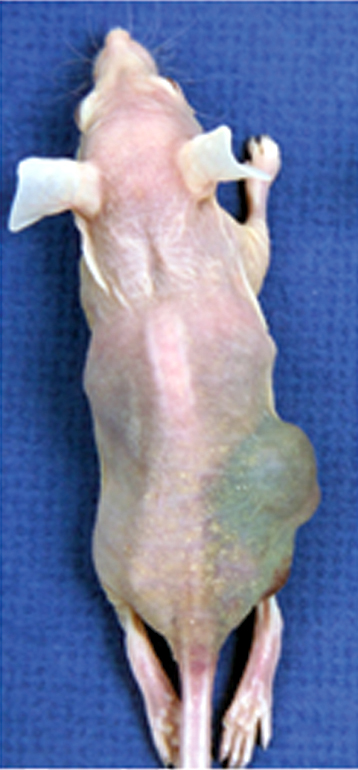
Imunodeficientní myš s nádorem vytvořeném po implantaci buněk LNCaP

### C4-2B
Tato buněčná linie byla odvozena z metastázy osteoblastomu, která vznikla v imunodeficientní myši po injekční aplikaci buněk LNCaP. Buňky C4-2B vykazují fenotyp podobný osteoblastům, jako je produkce alkalické fosfatasy, osteokalcinu a dalších specifických proteinů, jsou schopny vytvářet hydroxyapatit in vitro a v jejich jádře byl detekován transkripční faktor RUNX2 specifický pro kostní buňky. Linie C4-2B je tedy vhodným modelem pro studium metastazování rakoviny prostaty do kostní tkáně.